# Eddie Duran

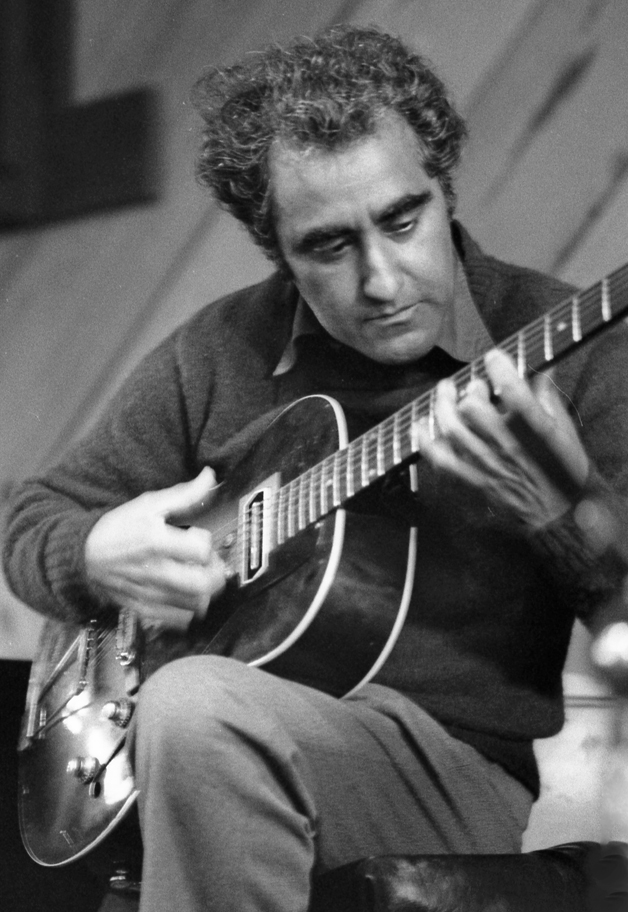
Eddie Duran

Eddie Duran (* 6. September 1925 in San Francisco als Edward Lozano Duran; † 22. November 2019) war ein US-amerikanischer Jazzgitarrist.

## Leben und Wirken
Duran lernte zunächst Klavier und wechselte 1937 zur Gitarre; mit 15 Jahren hatte er seinen ersten professionellen Auftritt. Nach zwei Jahren Militärdienst in der Marine spielte er in San Francisco mit Freddie Slack, Flip Phillips, Stan Getz, Cal Tjader, Charlie Parker, George Shearing, Red Norvo, Ron Crotty, Jerry Coker, Allen Smith und Earl Hines (Another Monday Date). Um 1955 gehörte Duran dem Trio von Vince Guaraldi mit Dean Reilly an.
1957 entstand für Fantasy Records ein erstes Album unter eigenem Namen, Jazz Guitarist, auf dem der Bandleader unter anderem mit dem Saxophonisten und Klarinettisten Howie Dudune spielte (der Klappentext stammte vom Jazz-Autor Ralph J. Gleason). Von 1960 bis 1967 leitete er ein eigenes Trio; Anfang der 1970er Jahre wirkte er bei Aufnahmen von Cal Tjader mit; von 1976 bis 1980 gehörte er der Band von Benny Goodman an. Anfang der 1980er Jahre arbeitete er bei Tania Maria. Weitere Aufnahmen unter eigenem Namen entstanden für Concord Jazz. Nach einer Episode in New York, wo er ein Quartett leitete und auch als Friseur tätig war, kehrte er in den 1990er Jahren in seine Heimatstadt zurück, wo er mit einem eigenen Quartett auftrat. Außerdem nahm er noch mit Herbie Steward, Eiji Kitamura und der Sängerin Dee Bell auf; 1995 spielte er mit Mel Martin, Allen Farnham, Bill Douglass und Vince Lateano auf dem Concord-Tribut-Konzert für Carl Jefferson auf („Like Someone in Love“). Im Bereich des Jazz war er laut Tom Lord zwischen 1954 und 2013 an 37 Aufnahmesessions beteiligt.

## Diskographische Hinweise
- Jazz Guitarist (Fantasy/OJC, 1957)
- Glaza (Concord Jazz, 1979)
- One By One (Concord Jazz, 1987)
- Eddie Rides Again, (Mad Eddie, 2000)
- Mad and Eddie Duran (Milestone, 2013), u. a. mit Mark Levine

## Lexikalischer Eintrag
- Richard Cook & Brian Morton: The Penguin Guide to Jazz Recordings. London: Penguin 2006, ISBN 0-14-102327-9 (8. Auflage)
- Leonard Feather, Ira Gitler: The Biographical Encyclopedia of Jazz. Oxford University Press, New York 1999, ISBN 0-19-532000-X.